# Hyale pontica
Hyale pontica är en kräftdjursart som beskrevs av Martin Heinrich Rathke 1837. Hyale pontica ingår i släktet Hyale och familjen Hyalidae. Arten är reproducerande i Sverige. Inga underarter finns listade i Catalogue of Life.